# Pleiospermium annamense
Pleiospermium annamense är en vinruteväxtart som beskrevs av André Guillaumin. Pleiospermium annamense ingår i släktet Pleiospermium och familjen vinruteväxter. Inga underarter finns listade i Catalogue of Life.